# Aufrüstung
Aufrüstung bezeichnet den Vorgang einer Zunahme des Militärpotentials bzw. militärischer Kapazitäten eines Staates oder eines Militärbündnisses. Sie ist gekennzeichnet durch eine Vergrößerung bestimmter oder aller Streitkräfte, insbesondre durch die Beschaffung neuer Waffen und militärischer Ausrüstung. Dies umfasst auch Soldaten sowie die Aufrüstung von Infrastruktur und Informationstechnologie gegen Cyberkrieg bzw. für die elektronische Kampfführung.
Eine Aufrüstung kann einer Militarisierung folgen. Ebenso kann eine verstärkte militärische Öffentlichkeitsarbeit oder auch Propaganda kann der Aufrüstung vorangehen und/oder sie begleiten.
Aufrüstung ist das Gegenteil von Abrüstung (englisch disarmament). Heutzutage spielt jedoch die Rüstungskontrolle (englisch arms control) eine übergeordnete Rolle in diesem Kontext.

## Verteidigungstechnik
Für die Aufrüstung wird Wehrtechnik benötigt. Diese umfasst beispielsweise Waffen, Waffensysteme oder Trägermittel, die von einer sogenannten Rüstungsindustrie [offiziell auch Sicherheits- und Verteidigungsindustrie (SVI) bezeichnet] entwickelt, produziert und bei Bestellung geliefert werden. Ebenso liefern staatliche Institutionen Wehrgerät und Technologie. Ein Beispiel ist das ehemalige US-amerikanische Redstone Arsenal, das einen großen Teil der militärischen Raketentechnik entwickelt hat. Für die Entwicklung von Interkontinentalraketen war über mehrere Jahrzehnte die U.S. Army Ballistic Missile Agency (ABMA) zuständig.
Neben der Wehrtechnik ist auch die Forschung und Entwicklung (F&E) eine Grundlage für neue Wehrprodukte und damit der Rüstungsindustrie. In der Geschichte sprach man zu Zeiten des Zweiten Weltkriegs sogar von einer „Schlacht der Labore“, wobei speziell die US-amerikanischen und britischen Entwicklungsarbeiten im Rahmen des Manhattan Engineer District (MED) sowie die sowjetischen Entwicklungen in den Bereichen Waffentechnik und Raumfahrt gemeint waren.

## Rüstungsbeschaffung
Die Beschaffung von Rüstung erfolgt in Deutschland über ein (umgangssprachlich) Beschaffungsamt, beispielsweise über das ehemalige Bundesamt für Wehrtechnik und Beschaffung, heute das Bundesamt für Ausrüstung, Informationstechnik und Nutzung der Bundeswehr (BAAINBw). In einem Gutachten aus dem Jahr 2024 haben Wissenschaftler die Beschaffungsstruktur und -dynamik untersucht.
Die Beschaffung findet jedoch nicht nur auf nationaler Ebene, sondern weltweit statt. In diesem Kontext sei das US-amerikanische Rüstungsgüterprogramm Foreign Military Sales (FMS) erwähnt. Für die nukleare Abschreckung der NATO wird beispielsweise von Deutschland der F-35-Kampfjet beschafft, der als ein wichtiges Element des Bündnisses gilt. Ein anderes Beispiel sind deutsche U-Boote der Dolphin-Klasse, welche z. B. an Israel geliefert wurden.

## Ökonomie und Kosten der Rüstung
Die Finanzierung der Rüstung ist von großer Bedeutung. Es gilt, die Prioritäten zu klären: Produktion von schwerem Gerät, Flugzeugen und Ausrüstung für Streitkräfte oder Investitionen in neue Technologie? Gefragt sind jedoch nicht nur neue Technologien wie Drohnen, die im Vergleich zu alten Fronten eine mehrere Meilen große „Killzone“ schaffen können. Im "neuen" Krieg, wie am Beispiel des russisch-ukrainischen Konflikts, sind auch Systeme wie das bereits 1967 (Bereitstellung 1980er Jahre) entwickelte Patriot-Flugabwehrraketen-System gefragt. Die zukünftige Verteidigungsfähigkeit wird von diesen und vielen anderen Fragen und Entscheidungen beeinflusst.
Ein Verteidigungshaushalt wird in der Regel als Prozent des Bruttoinlandsprodukts (BIP) angegeben. In den 1930er Jahren waren es beispielsweise nur 1 % in den USA. Im Zweiten Weltkrieg lag dieser Wert weit über 30 %, zwischen 1955 und 1957 bei 11 %. Bei diesen Ausgaben muss stets berücksichtigt werden, dass eine hohe Verteidigungslast die Wirtschaft schwächt und somit die Fähigkeit zur Aufrechterhaltung der Sicherheit beeinträchtigt. Fachleute, die sich 1958 (Kalter Krieg) mit der nationalen Sicherheit der USA befasst haben, empfehlen, dass eine höhere Belastung der Wirtschaft durch Verteidigungsausgaben leichter zu verkraften ist, wenn das Bruttosozialprodukt kontinuierlich steigt.
Wirtschaftswissenschaftler, die die neue Aufrüstung Deutschlands untersucht haben, kommen zu dem Schluss, dass der gesamtwirtschaftliche Nutzen von Rüstungsausgaben deutlich geringer ist als der von staatlichen Investitionen in Bildung, Infrastruktur oder Kinderbetreuung. Die Studie [Krebs et al., siehe die Literaturangaben] stellt die Notwendigkeit einer Verteidigungsfähigkeit Deutschlands und Europa jedoch nicht in Frage. Auch andere Fachleute kommen zu einer ähnlichen Bewertung.

### Status der Militärausgaben
Die weltweiten Militärausgaben sind in den letzten 20 Jahren um 75 % gestiegen, liegen aber seit 2009 bei rund 1,7 Billionen US-Dollar jährlich. Im Jahr 2018 betrugen sie 1,774 Billionen Dollar. Friedensforscher kritisieren diesen Trend der Investitionen in Rüstung.

### Finanzierungsinstrumente
Im Zuge des russisch-ukrainischen Krieges stellen die Europäische Union und ihre Partner (USA, NATO) die folgenden Finanzierungsinstrumente bereit:
- ERA-Kreditmechanismus (Extraordinary Revenue Acceleration)[12]
- Prioritised Ukraine Requirements List (PURL)[13][14]
- Security Action for Europe (SAFE)[15]
- Gründung einer eigenen Verteidigungsbank, die Defence, Security and Resilience Bank (DSR-Bank)

Die Herausforderungen und Möglichkeiten zur Finanzierung der deutschen Sicherheits- und Verteidigungsindustrie (SVI) sind in der 2024 Nationale Sicherheits- und Verteidigungsindustriestrategie unter den Kapiteln 3.2 und 4.5 dokumentiert.

### NATO Ausgaben
Auf dem NATO-Gipfel 2025 in Den Haag haben sich die Bündnispartner verpflichtet, bis 2035 jährlich 5 % des Bruttoinlandsprodukts (BIP) für die Kernanforderungen im Verteidigungsbereich sowie für verteidigungs- und sicherheitsbezogene Ausgaben aufzuwenden. Auf der Grundlage der vereinbarten Definition der NATO-Verteidigungsausgaben werden sie bis 2035 jährlich mindestens 3,5 % des BIP für die Deckung des Kernverteidigungsbedarfs und die Erfüllung der NATO-Fähigkeitsziele bereitstellen.
Siehe auch die Entwicklungen weiter unten.

## Aufrüstung in der Geschichte

### Aufrüstung in Deutschland vor den Weltkriegen
Im Zeitalter des Imperialismus hatte das Militär im Deutschen Kaiserreich einen hohen Stellenwert.
Vor dem Ersten Weltkrieg gab es ein Deutsch-Britisches Flottenwettrüsten.
1893 löste Wilhelm II. den 1890er Reichstag auf, weil dieser die – auch von ihm gewünschte – Aufrüstung des Heeres abgelehnt hatte. Im darauf folgenden Wahlkampf siegten die Befürworter der wilhelminischen Politik aus der Konservativen und Nationalliberalen Partei. Auch die von Alfred von Tirpitz propagierte Aufrüstung der Kaiserlichen Marine, im Volk durchaus populär, wurde in der Folgezeit von Wilhelm gefördert, obwohl General Leo von Caprivi, v. Bismarcks Nachfolger von März 1890 bis Oktober 1894, dagegen war (er war entschieden englandfreundlich).
Auch deutsche Kolonialismus-Pläne (siehe Deutsche Kolonien und Schutzgebiete, Platz an der Sonne (1897)) trugen dazu bei, einer leistungsfähigen Marine ein hohes Gewicht beizumessen. Z. B. schickte Kaiser Wilhelm II. 1911 das Kanonenboot Panther nach Agadir, nachdem französische Truppen Fès und Rabat besetzt hatten. Die am 1. Juli 1911 eingetroffene Panther wurde nach wenigen Tagen durch zwei andere deutsche Kriegsschiffe, den Kleinen Kreuzer Berlin und das Kanonenboot Eber, ersetzt. Es kam zur Zweiten Marokkokrise.
Die Rüstungsmaßnahmen bzw. -ausgaben verursachten nach 1906 Haushaltsdefizite und Staatsverschuldung. Kanzler Bethmann Hollweg versuchte, diesen Prozess von 1909 bis 1911 durch Einsparungen zu bremsen. Die Rüstungsausgaben stagnierten und gingen in einem Jahr sogar zurück. Ab 1912 stiegen die Rüstungsausgaben wieder; ab 1914 infolge des Eintritts in den Ersten Weltkrieg exponentiell.
Zu Beginn der Weimarer Republik wurden Kontingente, Bewaffnung und Organisation der Reichswehr durch den Versailler Friedensvertrag festgelegt. Trotzdem fasste das Kabinett der Regierung unter SPD-Kanzler Hermann Müller 1929 Beschlüsse zur personellen und materiellen Rüstung.
Nach der Machtübernahme der NSDAP 1933 hatte die Aufrüstung der Wehrmacht hohe Priorität. Die Rüstungspolitik wirkte sich positiv auf den Beschäftigungsstand aus; sie wurde als Arbeitsbeschaffung deklariert. Die Rüstung wurde – gegen den Widerstand des Reichsbank-Präsidenten Hjalmar Schacht – primär durch Neuverschuldung (vgl. Mefo-Wechsel) finanziert.

### Atomare Aufrüstung
Seit dem Beginn des Atomzeitalters und der militärischen Nutzung der Kernenergie gibt es nukleare Bewaffnung, die von den fünf Atommächten betrieben wird. Weitere Länder, die im Besitz von Kernwaffen sind, sind Indien, Pakistan und vermutlich auch Israel.
Die fünf Kernwaffenstaaten – speziell die USA und die ehemalige Sowjetunion – betrieben eine massive Aufrüstung von Atomwaffen in den 1950er-, 1960er- und 1980er-Jahren (Kalter Krieg). Die Mehrzahl dieser Waffen bzw. Kernsprengköpfe wurde durch diverse Abkommen und Abrüstungsvereinbarungen bereits abgebaut. Der Atomwaffensperrvertrag gilt bis heute als Instrument, um die Verbreitung von Atomwaffen zu vermeiden und einer Aufrüstung entgegenzuwirken.
Weitere Entwicklungen sind unten aufgeführt.

### Aufrüstung und Sicherheit in Europa
Ein früheres Beispiel für ein paneuropäisches Aufrüstungsprojekt ist der Eurofighter Typhoon. Das Programm läuft bereits seit Anfang der 1990er Jahre.
In Europa hat man 2004 den Vertrag über eine Verfassung für Europa unterzeichnet, wobei in Artikel I-41 Absatz 3: „Die Mitgliedstaaten verpflichten sich, ihre militärischen Fähigkeiten schrittweise zu verbessern.“ Der Vertrag trat jedoch nicht in Kraft. Sein Nachfolger war der Vertrag von Lissabon aus dem Jahr 2007, welcher am 1. Dezember 2009 in Kraft trat. Der Vertrag beschreibt die Rüstungspolitik in Europa als Teil der Europäischen Verteidigungsagentur, welche in dem Jahr 2004 gegründet wurde. In einem mehrseitigen Bericht (Originalname: Safer Together – Strengthening Europe’s Civilian and Military Preparedness and Readiness) von Sauli Niinistö aus dem Jahr 2024, wird Europas zivile und militärische Abwehrfähigkeit und Bereitschaft der EU-Staaten gefordert.
Ein weiteres Projekt der EU ist die im Jahr 2004 gegründete Europäische Agentur für die Grenz- und Küstenwache (Frontex). Seit ihrer Gründung ist die Agentur in ihrer Personalstärke gewachsen. Bis 2030 soll eine Reserve von über 10.000 Personen aufgebaut werden. In den letzten 20 Jahren hat Frontex seine Überwachungstechnologie aufgerüstet. Im Rahmen der Recherchen zu den „Frontex Files“ hat das ZDF Magazin Royale einige Details zur Ausrüstung und zu den Inhalten der Agentur aufgedeckt.
Weitere Entwicklungen sind unten aufgeführt.

### Aufrüstung des Irans
Mohammad Reza Pahlavi, der letzte Schah des Iran, bestieg am 18. September 1941 den Pfauenthron. Am selben Tag marschierten britische und sowjetische Truppen, die bis dahin nur den Norden und Süden Irans besetzt hatten, in Teheran ein und übernahmen die Kontrolle über die iranische Regierung. Später (und bis gegen Ende seiner Regierungszeit 1979) betrieb der Schah eine massive Aufrüstung der iranischen Armee. Dies konnte er dank des enormen Ölreichtums seines Landes. Diese Aufrüstung trug dazu bei, dass der Iran im Iran-Irak-Krieg (22. September 1980 bis zum 20. August 1988) den überraschenden Angriff des Irak schnell stoppen konnte und in den folgenden Jahren meist die militärische Oberhand hatte.

### Aufrüstung der USA
Die Aufrüstung der USA hat in mehreren Phasen stattgefunden, speziell durch den Zweiten Weltkrieg, den Koreakrieg, den Vietnamkrieg und den Kalten Krieg. Die Vereinigten Staaten haben die ehemalige See- und Kolonialmacht das British Empire abgelöst. Die USA sind ein Kernwaffenstaat nach dem Nichtverbreitungsvertrag (NVV bzw. NPT) und Teil der NATO. Im Verlauf der letzten Jahrzehnte wurden diverse US-amerikanische Waffensysteme in verschiedenen europäischen Ländern zur Abschreckung des Warschauer Pakts stationiert, d. h., Europa wurde militärisch gegen die konventionellen Kräfte der ehemaligen Sowjetunion gestärkt. Über mehrere Jahrzehnte hinweg waren Hunderttausende US-Soldaten in Europa stationiert, heute sind es noch etwas mehr als 60.000.

## Kontroversen

### Wettrüsten
Das Aufrüsten eines Staates kann einen anderen Staat oder mehrere andere Staaten dazu veranlassen, ebenfalls aufzurüsten. Letzteres nennt man in dem Kontext auch Nachrüstung. Wenn der zuerst aufrüstende Staat die Nachrüstung anderer zum Anlass nimmt, weiter aufzurüsten, kann ein Wettrüsten (viz. Rüstungswettlauf) in Gang kommen. Dies geschah z. B. nach dem Zweiten Weltkrieg im Kalten Krieg zwischen den beiden Bündnissen, der NATO und dem Warschauer Pakt. Jedes Aufrüsten kann das (stets bestehende) Sicherheitsdilemma verstärken.
Als Teil der 1979 gegründeten United Nations Office for Disarmament Affairs (UNODA) kritisiert und mahnt der UN-Generalsekretär Antonio Guterres in dem Jahr 2025, dass „das Vertrauen sinkt, während Ungewissheit, Unsicherheit, Straflosigkeit und Militärausgaben zunehmen“.

### Verdeckte Aufrüstung
Aufrüstung kann offen oder verdeckt betrieben werden. Im letzteren Fall versucht ein Land, die Höhe seiner Rüstungsausgaben zu verschleiern bzw. nur einen Teil öffentlich sichtbar / bekannt werden zu lassen. In Demokratien sind dem Grenzen gesetzt; in Diktaturen bzw. Zentralwirtschaften wie der DDR war dies leicht möglich.

## Öffentlichkeitsarbeit
Weltweit gibt es einige Museen bzw. Besucherzentren, die Rüstung oder Wehrtechnik ausstellen. Ein Beispiel ist das Air Force Armament Museum neben der Eglin Air Force Base (AFB) bei Valparaiso in Florida. Zwei weitere Beispiele sind das Musée Royal de l’Armée in Brüssel oder das Imperial War Museum in London, die die Geschichte der Rüstung ausstellen. Eine Umfangreiche Ausstellung von Wehrtechnik bietet das Wehrtechnische Studiensammlung Koblenz.

## Entwicklungen

### Atomare Aufrüstung durch Verbreitung von Atomwaffen
Die Verbreitung von Wehrtechnik und Material stellt im Kontext von Aufrüstung ein weltweites Sicherheitsproblem dar. Dies betrifft sowohl konventionelle als auch nukleare Technologien. Die Exportkontrolle zielt darauf ab, dies zu verhindern bzw. zu reduzieren. Im Falle von Atomwaffen spielt der Atomwaffensperrvertrag eine entscheidende Rolle.
Nordkorea und der Iran sind Beispiele für Staaten, die ein Verbreitungsrisiko darstellen: Ersteres hat bereits nukleare Sprengsätze getestet, Letzteres verfolgt vermutlich ein verdecktes Atomprogramm zu militärischen Zwecken. Die diplomatischen Bemühungen zur Verhinderung der nuklearen Aufrüstung in Iran und Nordkorea dauern seit etwa 20 Jahren an, jedoch sind die Fortschritte und die aktuellen Situationen in beiden Ländern unterschiedlich.

### Militärhilfe für die Ukraine
Im Zuge des russisch-ukrainische Kriegs leisten die USA und Europa Militärhilfen bzw. Rüstungsexporte im Milliardenumfang. Dabei kommt der sog. ERA-Kreditmechanismus (Extraordinary Revenue Acceleration) zum Einsatz. Ein weiteres Finanzinstrument ist die Prioritised Ukraine Requirements List (PURL), über die der Ukraine Finanzmittel aus Geberländern bereitgestellt werden.
Die Kennzahlen werden vom Kiel Institut für Weltwirtschaft (IfW Kiel) in einem sog. Ukraine Support Tracker gesammelt und aufgearbeitet. Den Fachleuten zufolge erfolgt ab August 2025 der Übergang von der Abgabe von Lagerbeständen von Waffengeräten zu direkten Rüstungsverträgen mit der Rüstungsindustrie.

### Neuer NATO Verteidigungshaushalt
Darüber hinaus hat die NATO begonnen, ihren Etat zu erhöhen (fünf Prozent des Bruttoinlandsprodukts für Verteidigungsinvestitionen), um der sich veränderten strategischen Situation gerecht zu werden. Um diese neuen Ziele zu erreichen, wird von einer Expertengruppe eine Gründung einer eigenen Bank für Verteidigungszwecke, der Defence, Security and Resilience Bank (DSRB oder DSR-Bank), besprochen.

### Sicherheit in Europa und Deutschland
Im Zuge der sich verschärfenden weltweiten Krisen und Kriege seit der Coronapandemie haben einige Länder, speziell in Europa, mit einer Auf- oder Nachrüstung begonnen. Insbesondere der russisch-ukrainische Krieg (ab 2014—Invasion durch Russland ab 2022) stellt eine besondere Herausforderung für die europäische Sicherheitslage dar. In Deutschland ist in den Nachrichten sogar von einem „Rüstungsboom“ die Rede. In der Nationalen Sicherheits- und Verteidigungsindustriestrategie des BMVg und BMWK aus dem Jahr 2024 wird eine Sicherheits- und Verteidigungsindustrie (SVI) als notwendig erachtet, um der sich verändernden Sicherheitslage gerecht zu werden. Ein Ziel sei demnach das „Streben nach einer kontinuierlich laufenden Produktion von Rüstungsgütern durch die SVI“. Die Herausforderung für die SVI bestehe darin, „die erforderlichen Kompetenzen und Kapazitäten aufzubauen“.
Aufgrund der Bedrohungslage durch das Nachbarland Russland haben die Länder Finnland, Polen, Estland, Lettland und Litauen das Ottawa-Abkommen gekündigt oder gedenken dies zu tun. Dies könnte im Sinne einer Aufrüstung zur Folge haben, dass die Länder die Herstellung und den Einsatz von Landminen wieder aufnehmen.
Im Juni 2025 kündigt Deutschland an, rund 800 Millionen Euro für die Modernisierung seiner sechs U-Boote der Klasse 212 A bereitzustellen. In diesem Zuge soll die TKMS eine eigenständige Aktiengesellschaft (AG) werden.
Im Rahmen des INF-Vertrags wurden vor dem Ende des Kalten Krieges alle in Europa stationierten nuklearen Mittelstreckenraketen sowohl der USA als auch der Sowjetunion abgezogen und abgerüstet. Der Vertrag kam 1988 in Kraft und wurde 2019 von den USA und Russland gekündigt. Seit etwa 2024 gibt es jedoch Überlegungen einiger Länder, neue Mittelstreckenraketen zur Abschreckung Russlands zu stationieren. In diesem Zusammenhang soll auch das Typhon-System, ein neues US-amerikanisches Waffensystem, von der Bundeswehr erprobt werden. Ein weiteres im Gespräch befindliches System ist das Global Mobile Artillery Rocket System (GMARS) von Lockheed Martin oder das Programm European Long-range Strike Approach (ELSA). 

### Erhaltung der nuklearen Abschreckung
Seit dem Ende des Kalten Kriegs wurden die großen Kernwaffenkomplexe der USA und der UdSSR zum Teil in kooperativer Zusammenarbeit abgebaut. Kernmaterial und Produktionsanlagen wurden dafür zum vollständigen Stopp gebracht, vgl. Hanford. Neben den anderen Testverboten und Abrüstungsabkommen verhinderte der Teststopp-Vertrag (CTBT) von 1996 ein aktives Testen nuklearer Sprengkörper und damit deren Entwicklung und eine mögliche Aufrüstung. Der LTBT-Vertrag verbannte das aktive Testen bereits unter die Erde (Untergrundtests). Die USA testeten ihren letzten Kernsprengkopf (Divider) unter der Erde am 23. September 1992 auf der Nevada Test Site (NTS). Die Sowjetunion beendete am 24. Oktober 1990 auf dem Testfeld Nowaja Semlja ihre aktiven nuklearen Tests.
Nichtsdestotrotz wird der aktuelle Bestand an Kernwaffen seit den 1990er Jahren durch einen Laborbetrieb instand gehalten und beispielsweise in Fragen der Sicherheit oder Technologie verbessert. Es werden auch neue Varianten produziert, wie die Freifallbombe oder taktische Kernwaffe B61-12 und -13. Die Entwicklung ist damit eingeschränkt, jedoch nicht gestoppt. In diesem Zusammenhang kommt es seit mehreren Jahren auch zur Erneuerung von Trägersystemen wie Atom-U-Booten. Beispiele sind die neuen russischen Atom-U-Boote der Yasen- oder Borei-Klasse. Auch die Länder USA oder Großbritannien planen und bauen neuen Atom-U-Boote der Columbia- und der Dreadnought-Klasse, als neue Nachfolger zur Aufrechterhaltung der nuklearen Abschreckung.

### Neue Kriegsführung durch Autonome Waffensysteme und Hyperschallwaffen
Im Zuge des russisch-ukrainischen Krieges erkennen und planen Länder wie Großbritannien eine Änderung ihrer aktuellen Kriegsstrategie. Dabei spielen neue unbemannte und autonome Waffensysteme wie Luftfahrzeuge, Wasserfahrzeuge, Militärroboter usw. eine Schlüsselrolle. Andererseits sehen Fachleute auch eine Aufrüstung im Bereich der Drohnenabwehrsysteme. Sie fordern, dass unbemannte Luftfahrtsysteme die gewöhnlichen Streitkräfte verstärken, sie jedoch nicht ersetzen sollen.
Eine weitere Entwicklung im Sinne einer Aufrüstung sind Hyperschallwaffen. Dabei handelt es sich um Fluggeräte, die mit Sprengköpfen ausgestattet sind und Geschwindigkeiten zwischen Mach 1 und 5 oder mehr erreichen sollen.

### Fachartikel oder Berichte
- T. Krebs, P. Kaczmarczyk: Wirtschaftliche Auswirkungen von Militärausgaben in Deutschland. Lehrstuhl für Makroökonomik und Wirtschaftspolitik, Mannheim 2025 (uni-mannheim.de [PDF]).

### Journale
- Soldat und Technik – Zeitschrift für Wehrtechnik, Rüstung und Logistik
- Journale aus dem Verlag Mittler, z. B. Europäische Sicherheit & Technik (ES&T)

### Bücher
- Michael Kidron: Rüstung und wirtschaftliches Wachstum: Ein Essay über den westlichen Kapitalismus nach 1945 (= Edition Suhrkamp. Band 464). Suhrkamp Verlag, 1971.
- Dieter Senghaas: Rüstung und Militarismus (= edition suhrkamp. Band 498). Suhrkamp Verlag, Frankfurt am Main 1972 (Kapitel III: Die Konfiguration des amerikanischen Rüstungskomplexes und die darin enthaltenen Quellen.).
- Ulrich Albrecht, Peter Lock, Herbert Wulf: Mit Rüstung gegen Arbeitslosigkeit? (= Rororo Rororo aktuell. Band 5122). Rowohlt-Taschenbuch-Verl, Reinbek b. Hamburg 1982, ISBN 978-3-499-15122-4.
- Michael Kidron, Dan Smith: Die Aufrüstung der Welt: ein politischer Atlas; Kriege und Waffen seit 1945 (= Rororo rororo-aktuell. Band 5237). Rowohlt-Taschenbuch-Verl, Reinbek bei Hamburg 1983, ISBN 978-3-499-15237-5.
- Michael Geyer: Deutsche Rüstungspolitik 1860-1980 (= Neue historische Bibliothek. es 1246, N.F., Bd. 246). 1. Aufl., Erstausgabe. Suhrkamp, Frankfurt am Main 1984, ISBN 978-3-518-11246-5.
- Jörg Huffschmid, Werner Voss, Norbert Zdrowomyslaw: Neue Rüstung, neue Armut: Aufrüstungspläne und Rüstungsindustrie in der Bundesrepublik Deutschland bis zum Jahr 2000 (= Kleine Bibliothek. Band 368). Pahl-Rugenstein, Köln 1986, ISBN 978-3-7609-0978-3.
- Dieter S. Lutz: Lexikon Rüstung, Frieden, Sicherheit (= Beckʼsche Reihe. Band 323). C.H. Beck, München 1987, ISBN 978-3-406-32008-8.
- SIPRI: SIPRI Yearbook: Armaments, Disarmament and International Security. SIPRI, Stockholm 2025 (sipri.org).